# Танганика
Вижте пояснителната страница за други значения на Танганика.
Танганика, известно още с имената Танганайка и Таганийка, е голямо езеро в Централна Африка, открито от европейците през 1858 г. Името му идва от бивша държава и колония със същото име, съществувала самостоятелно на изток от него до 1964 г., на територията на днешна Танзания. Дължината на езерото е около 650 km, а широчината му варира между 40 и 80 km. Разположено е на височина от 773 m над морското равнище. То е част от поредицата източноафрикански езера – Няса, Киву, Руква и други, образувани при разломяването на Африканската плоча. Площта му е около 33 000 km², а най-голямата дълбочина – 1470 m. Това е второто по обем и по дълбочина сладководно езеро в света след езерото Байкал в Сибир.
Бреговете на езерото принадлежат на 4 държави – Бурунди, Демократична република Конго, Танзания и Замбия, като с най-голям дял са ДР Конго (45%) и Танзания (41%). Водите на езерото попадат във водосборния басейн на река Конго. В миналото езерото Танганика се е изливало на север в Нил, докато вулканите Вирунга не блокират течението му в Руанда.

## География
Езерото се намира в западния разлом на Голямата рифтова долина. Бреговете му са ограничени от планински масиви. Това е най-голямото разломно езеро в Африка и второто по площ на континента. Танганика е най-дълбокото езеро в Африка и притежава най-голям обем от прясна вода. Бреговата му линия е с дължина 1828 km, средната му дълбочина е 570 m, а максималната 1470 m. Средната температура на повърхността му е 25 °C, а рН е средно 8,4.
Огромната дълбочина и географското разположение на езерото в областта на тропиците предотвратява оборота на водните маси в дълбочина. Това означава, че водата на дъното на езерото е изключително бедна на кислород. Водосборният басейн на езерото обхваща 231 000 km², с две вливащи се в него основни реки и множество по-малки реки и потоци. Стръмните планини около езерото правят водосборната област на езерото малка. Река Лакуга е единствената, която оттича водите на езерото. Тя е приток на река Конго. Основният приток е река Рузизи. Тя се влива в северната част на езерото, идвайки от Киву. Река Малагараси е вторият по големина приток, идващ от изток, от територията на Танзания.
Езерото Танганика е на възраст от 9 до 12 милиона години.
Преди около 106 000 години нивото му е било с 435 m под настоящото. През последната ледена епоха водите му са били на 231 m под днешното ниво.
То е най-старото в Африка, а по всяка вероятност и в света, формирано още през миоцена.

## Флора и фауна
Езерото е обитавано от около 400 вида риби, като най-малко 250 вида са цихлиди. Повечето видове се срещат в близост до бреговете на езерото на дълбочина до 180 m. Поради своите ярки цветове много видове цихлиди днес са аквариумни представители. Аквариумните условия за живот на рибите много наподобяват на тези в езерото Танганика.
Танганика е важен биологичен ресурс за проучване на нови видове риба Най-голямата биомаса от риба в езерото обаче се намира в открити води и е представена от шест вида. Два вида са сардина, а останалите четири са хищни, подобни на нилския костур. Почти всички видове (98%) от цихлидите в Танганика са ендемични за езерото. Огромна част от тях са ярко оцветени и са ценени видове за отглеждане в аквариуми. Високото ниво на ендемизъм се случва и сред много от безгръбначните в езерото, най-вече на мекотелите (които са с форми, подобни на тези на много морски мекотели), раци, скариди, ракообразни, медузи, пиявици и други. В езерото има хипопотами, крокодили и много водоплаващи птици. През 1933 – 34 година в района пристига на продължително сафари писателят Ърнест Хемингуей. Впечатленията си от Танганика и природата на Танзания описва в книгата си „Зелените хълмове на Африка“ (1935).
Напоследък водите на езерото се затоплят, което представлява опасност за биологичното равновесие и разнообразие. Затоплянето започва да се извършва с ускорени темпове в края на XX век и продължава през XXI век. От това страда и рибната индустрия.

## История
Първите европейци, които откриват езерото, са английските изследователи Ричард Франсис Бъртън и Джон Хенинг Спик през 1858 година. Те го откриват, докато търсят началото на реката Нил, което по-късно е установено, че е при езерото Виктория. Малко по-късно оттук минава Дейвид Ливингстън, който нарича южната част на езерото Лиемба – име, което по-късно през 1927 г. е дадено на немски кораб, който се намира там.
По време на Първата световна война, езерото е част от театъра на военните действия в Африка. С помощта на парахода „Граф фон Гьотцен“ (наречен в чест на Густав Адолф фон Гьотцен, бивш губернатор на Германска Източна Африка), германците постигат контрол над езерото още в ранните етапи на войната, по време на западноафриканската си кампания. Други кораби се използват за доставки на въоръжение и армии на другия бряг и за неочаквани нападения над войските на противника (Великобритания и Белгия). Във връзка с това за съюзниците е важно да завладеят езерото. Под командването на Джефри Спайсър-Симпсън от силите на Британския флот те пренасят моторните лодки Мими и Туту по близките жп линия и река до града Калемие и ги оставят там до декември 1915 г. Тогава неочаквано нападат германците, убивайки 11 души и завладяват един параход, губейки един белгиец. До края на войната езерото остава за съюзниците.
На 24 април 1965 година аржентинският революционер Че Гевара заедно с 13 кубинци пристига на конгоанския бряг в Кибамба, след като на 1 април е напуснал Куба, дегизиран под името Рамон Бенитес. Той идва най-напред в Танзания и оттам прекосява езерото Танганика, за да започне нова революция в Конго. Тези му опити завършват с провал поради неорганизираността и липсата на дисциплина на конгоанските партизани, както и поради това, че е разкрит и следен от ЦРУ и официалното правителство. По тази причина той е принуден да напусне страната на 22 ноември 1965 година.
На 5 декември 2005 година земетресение с епицентър под езерото нанася щети на съседните държави. Степента на земетресението е 6,8.

## Икономическо значение
Смята се, че около 25 – 40% от протеините в храната на около един милион души, живеещи около езерото, идва от рибата в Танганика. През 1995 г. с риболов на езерото се занимават около 45 хил. души, като количеството на риболовните съдове е почти 20 хиляди.. Езерото е от първостепенно значение за около 10 милиона души, живеещи в района на басейна му.
Рибата от езерото Танганика се продава в голяма част от Източна Африка. Стопанският риболов започва в средата на 1950-те години и има изключително силно въздействие върху състоянието на видовете риба в него. През 1995 г. общият улов е бил около 180 000 тона, но това е намаление на улова в сравнение с бума през 1980-те.
Танганика служи като жизненоважна база за околните страни. Езерото е източник на питейна вода и храна, служи за транспортен път. Областта има голям потенциал за екотуризъм, тъй като по крайбрежието на езерото се намират много чисти плажове и красиви скалисти участъци, острови и заливи.

### Инфраструктура на крайбрежието
Най-големите пристанищни градове на Танганика са Бужумбура, с население от около 240 000 души, Калеми (Конго) и Кигома (Танзания), имащ железопътна връзка с Дар ес Салам на брега на Индийския океан. В тези градове има мореходни линии, с чиято помощ се осъществяват връзки между много населени пунктове по брега на езерото. Най-развита е инфраструктурата по северния и южния край на езерото. На север покрай брега има асфалтиран път. На замбийския бряг също така има редица малки хотели, разположени в живописни заливи като Касаба, Ндоле, Нкамба и Исанга. Обичайният път до тях е по железопътната линия, построена още от германците в началото на XX век.

## Изследвания на езерото
От 1992 г. функционира „Проект за изследване на езерото Танганика“ (The Lake Tanganyika Research Project, LTR), създаден от Организацията по прехрана и земеделие към ООН. От 1995 г. започва да действа още един проект – „Проект за биоразнообразие на езерото Танганика“, получаващ средства от Световния екологичен фонд по Програмата за развитие на ООН. Проектът LTR се занимава с рибните запаси на Танганика, оценката им, изследването, създаването на ефективни модели за използването им с цел осигуряване на населението и съхраняване на самите запаси. Щаб-квартирата на проекта е разположена в Бужумбура, Бурунди, и включва представители на националните изследователски институти в Увира (Конго), Кигома (Танзания) и Мпулунгу (Замбия).
През юли 1993 г. е стартирана специална научноизследователска програма за провеждане на хидродинамични, лимнологични изследвания, изследвания на рибата и планктона, провеждане на генетични изследвания на видовете риба, събиране на статистически данни. Научноизследователският кораб на програмата, Tanganyika Explorer, провежда непосредствени изследвания в езерото.